# Paratemnoides curtulus
Espèce
Synonymes
- Anatemnus curtulus Redikorzev, 1938

Paratemnoides curtulus est une espèce de pseudoscorpions de la famille des Atemnidae.

## Distribution
Cette espèce se rencontre au Viêt Nam et au Cambodge.

## Publication originale
- Redikorzev, 1938 : Les pseudoscorpions de l'Indochine française recueillis par M.C. Dawydoff. Mémoires du Muséum National d'Histoire Naturelle, Paris, vol. 10, p. 69-116.